# دهستان گلچیدر
دهستان گلچیدر نام دهستانی در بخش سرشیو شهرستان مریوان، استان کردستان در ایران است. براساس سرشماری مرکز آمار ایران در سال ۱۳۸۵، جمعیت آن ۴۸۷۸ نفر (۱۰۷۱ خانوار) بوده‌است.